# Nil by Mouth
Nil by Mouth är en brittisk dramafilm från 1997 med manus och regi av Gary Oldman, hans debut i dessa roller. Oldman producerade dessutom filmen, tillsammans med Douglas Urbanski och Luc Besson.
Filmen hade premiär vid filmfestivalen i Cannes och var nominerad till Guldpalmen. Kathy Burke prisades i kategorin bästa kvinnliga skådespelare. Vid BAFTA-galan 1998 vann den priset som årets bästa brittiska film och Oldman vann priset för bästa originalmanus.
År 1999 placerade British Film Institute filmen på 97:e plats på sin lista över de 100 bästa brittiska filmerna genom tiderna.

## Rollista
- Ray Winstone – Raymond ("Ray")
- Kathy Burke – Valerie ("Val")
- Charlie Creed-Miles – Billy
- Laila Morse – Janet
- Edna Doré – Kath
- Chrissie Cotterill – Paula
- Jon Morrison – Angus
- Jamie Foreman – Mark
- Steve Sweeney – Danny